# Friedrich Vinzenz Leon
Friedrich Vinzenz Leon (* 20. April 1836 in Klagenfurt; † 27. April 1898 ebenda) war ein österreichischer Buchdrucker und Verlagsbuchhändler (Verleger).

## Leben
Friedrich Vinzenz Leon wurde am 20. April 1836 als Sohn des Buchdruckers und Verlagsbuchhändlers Johann Barthlmä Leon in Klagenfurt im Kaisertum Österreich geboren. Zusammen mit seinem Bruder Johann übernahm er im Jahre 1862 die Buchdruckerei und Verlagsbuchhandlung und führte diese zusammen mit seinem Bruder bis zum Jahr 1879. In diesem Jahr folgte mit der Eröffnung einer weiteren Buchhandlung in Marburg an der Drau die Teilung des Unternehmens und Friedrich Vinzenz Leon führte das Unternehmen in Klagenfurt alleine im Sinne des Vaters fort, teilweise unter Erweiterung der Verlagstätigkeit durch die Förderung von sprach-, volks- und jagdkundlicher Literatur. Im Jahre 1881 gründete Leon die erste illustrierte Jagdzeitung der Österreichisch-Ungarischen Monarchie mit dem Titel Waidmannsheil. Ab 1890 erschienen unter Leons Führung weitere Zeitungen, wie die Neue Carinthia im Jahre 1890 oder die Carinthia I im Jahre 1891. Zwischen 1870 und 1873 verlegte er die von ihm erworbene Zeitung Freie Stimmen, die er in weiterer Folge seinem Schwiegersohn, dem Kärntner Landtagsabgeordneten und späteren Reichstagsabgeordneten Josef Wolfgang Dobernig überließ, der daraufhin selbst zwischen 1886 und 1907 als Redakteur der Zeitung in Erscheinung trat. Bereits in den Jahren 1869 bis 1881 brachte Leon die Zeitung des berg- und hüttenmännischen Vereines für Kärnten heraus und zudem von 1875 bis 1881 die Blätter für die Alpenländer Österreichs. Weiters gilt Leon, dessen Buchhandlung noch bis ins 20. Jahrhundert existierte, als Mitbegründer der Sektion Klagenfurt des DÖAV und des Glocknerhauses in Heiligenblut am Großglockner. Eine Woche nach seinem 62. Geburtstag verstarb Leon in seiner Geburtsstadt Klagenfurt an den Folgen eines Magenkarzinoms und wurde am 29. April 1898 am Friedhof St. Ruprecht in Klagenfurt beerdigt.